# 羟哌替啶
羟哌替啶（或 Bemidone）是一种含氮有机化合物，化学式C15H21NO3，属于哌替啶衍生物，能用作類阿片镇痛药，也能用作NMDA受体拮抗剂。